# Mustang (cheval)
Pour les articles homonymes, voir Mustang.
Le mustang  est un cheval sauvage de l’Ouest américain, et historiquement du Canada et du Mexique. Tous les mustangs descendent de chevaux domestiques revenus à l'état sauvage, phénomène dit de marronnage. Leurs plus lointains ancêtres sont des chevaux espagnols amenés par les conquistadors lors de la conquête de l'Amérique, et retournés à l'état sauvage. Les troupeaux s'agrandissent au cours des siècles pour les mêmes raisons, certains éleveurs relâchant même des chevaux domestiqués au milieu des troupeaux afin de sélectionner et prélever les poulains les plus intéressants.
Les mustangs présentent une grande variété morphologique et de robes. Très résistants et extrêmement frugaux, ils vivent en troupeaux familiaux de tailles variables. Chaque groupe compte un seul étalon et plusieurs juments, leurs poulains de l'année, ainsi que les jeunes mâles et femelles des années précédentes. Les mustangs adultes ont peu de prédateurs naturels. Leur présence et déplacements sont donc sujets à controverse, leur impact sur l'environnement étant régulièrement pointé du doigt. Leurs partisans soutiennent que les mustangs font partie de l'héritage naturel de l'Ouest américain, tandis que leurs adversaires soutiennent qu'ils dégradent le pâturage et rivalisent avec le bétail et les espèces sauvages pour l'accès alimentaire.
Au cours du XXe siècle, de nombreux chevaux sont abattus pour produire de la viande en boucherie ou de la nourriture pour animaux carnivores. Le Wild and free-roaming horses and burros act de 1971 est signé aux États-Unis pour assurer la protection des chevaux sauvages. Le Bureau of Land Management est ainsi chargé de la protection, de la gestion et du contrôle de ces chevaux. Un contrôle annuel de la population est effectué via un programme de capture, et des chevaux sont proposés à l'adoption. Le nombre de chevaux capturés restant nettement supérieur au nombre potentiel d'adoptants, l'euthanasie fait débat. Au Canada, les mustangs ne sont pas protégés. Leur présence est très limitée sur le territoire. Les mesures de gestion et de protection sont locales, variant d'une région à une autre en fonction des intérêts et des cultures.
Dans la culture populaire, le mustang est un symbole important. Rattaché dans l'imaginaire collectif « aux cow-boys et aux indiens » et aux territoires sauvages du grand Ouest américain, à l’univers du western en général, il inspire de nombreux livres et films.

## Étymologie
Le mot « mustang » apparaît dans la langue anglaise au début du XIXe siècle. L'écrivain américain Washington Irving emploie le terme de « mestang » en 1837 dans son ouvrage Voyages et aventures du capitaine Bonneville à l'ouest des États-Unis d'Amérique, au-delà des Montagnes Rocheuses pour désigner un cheval à moitié sauvage des plaines de l'Ouest. Ce nom de « mestang » permet de retrouver les fondements du mot « mustang ». Deux mots espagnols seraient à son origine : mostrenco et mestengo, deux mots désignant un animal errant. Les origines de mostrenco sont obscures. Mestengo est en revanche un mot hispano-mexicain dérivé de l'espagnol mesteño qui signifie « animal errant ». Mesteño est lui-même issu du mot Mesta qui désigne une organisation d'éleveurs mettant en commun leurs bêtes dans de grands espaces ouverts. D'autres auteurs pensent que le mot mestengo serait une forme récente du mot mostrenco, issu du verbe mostrar signifiant montrer ou exhiber. Le nom de mostrenco a en effet été utilisé pour désigner une brebis égarée, puisque celle-ci était exhibée au public pour que son propriétaire puisse la reconnaitre et la récupérer.
D'après l'écrivain Giacomo Giammatteo, le nom de cette race de chevaux s'écrit toujours avec une initiale en lettres minuscules, car « mustang » est un nom commun.

## Histoire

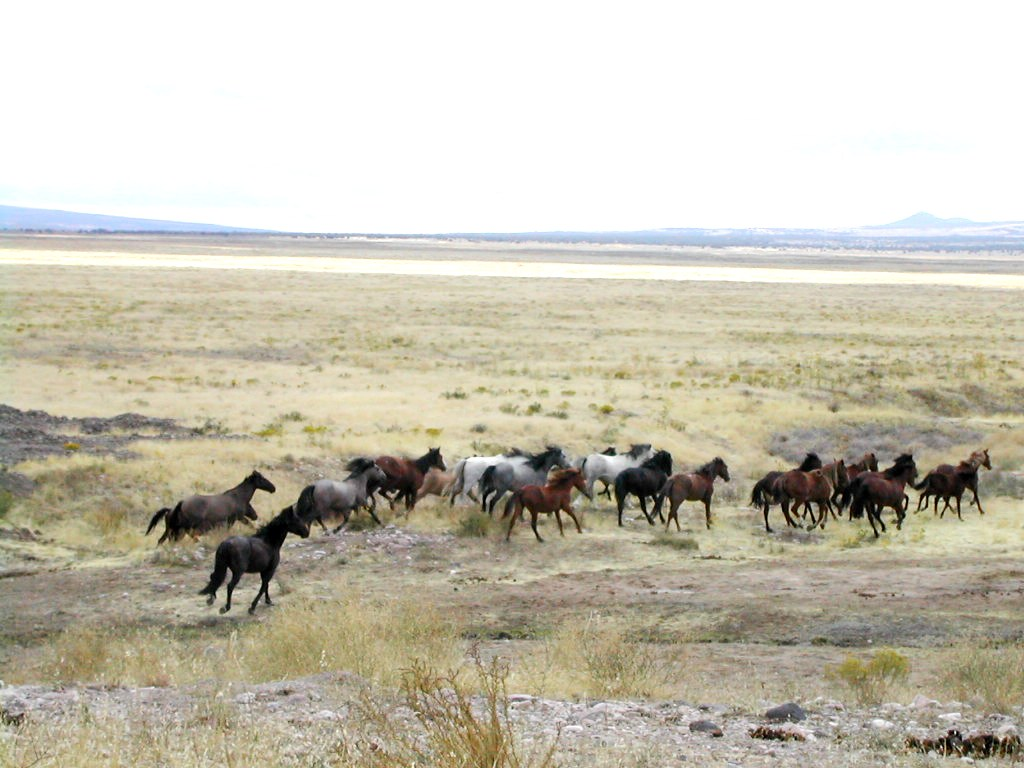
Un troupeau de mustangs dans l'Utah.

Les espèces du genre Equus auraient disparu du continent américain, il y a environ 10 000 ans. L'homme, à travers les Amérindiens et Paléoaméricains, les carnassiers comme les tigres aux dents de sabres, les éléments naturels, en particulier le volcanisme de la région centrale de Mexico et des épizooties dévastatrices ont eu raison de la présence des équidés en Amérique.
La réintroduction d'espèces de la famille s'est faite lors de la colonisation espagnole des Amériques au xvie siècle et l'histoire du mustang est née avec elle. Au cours de la découverte et de la Conquête de l'Amérique, les conquistadors ont fait traverser l'océan Atlantique à près de mille chevaux, plus de la moitié périssant en cours de route. Ainsi en 1519, d'après Bernal Díaz del Castillo, seize chevaux font partie du voyage de Cortés, soit onze chevaux et cinq juments, l'une d'entre elles mettant bas durant la traversée. Parmi ces chevaux deux d'entre eux sont considérés comme étant des chevaux de couleur. Des élevages sont ensuite établis sur le territoire tout au long des XVIIe et XVIIIe siècles pour assurer la remonte. La colonisation conduit progressivement les Espagnols de la Nouvelle-Espagne vers le Texas espagnol où ils sont confrontés aux tribus amérindiennes qui découvrent les chevaux. Les premiers chevaux capturés par les Amérindiens sont tués et mangés, mais progressivement ces derniers comprennent la valeur de ce moyen de locomotion et apprennent leur manipulation et le moyen de les chevaucher. À partir de la seconde moitié du XVIIe siècle, les chevaux se répartissent dans tout le nord du continent par le biais d'échanges, de vols ou de combats. Le retour à l'« état sauvage » de certains chevaux se produit par différentes causes. Tout d'abord, lors de combats, certains chevaux s'échappent. D'autres chevaux, en mauvaise santé, ont pu également être relâchés par leur propriétaire. Enfin certains ont pu tout simplement s'enfuir de leur enclos. Ces chevaux se regroupent progressivement en troupeaux et se multiplient dans les Grandes Plaines. Entre la fin du XIXe siècle et le début du XXe siècle, on estime le nombre de chevaux marrons à près de deux millions d'individus,. Avec la conquête de l'Ouest, les chevaux sauvages prennent de l'intérêt. Capturés, ils sont mangés, servent pour le travail ou alors sont utilisés en croisement. Des chevaux domestiques sont ainsi volontairement intégrés aux troupeaux afin d'améliorer la population dans l'objectif de pouvoir ensuite capturer les produits prometteurs. Au cours du XXe siècle, de nombreux chevaux sont abattus pour la production de viande en boucherie ou pour la nourriture pour animaux. En 1971, le Wild and free-roaming horses and burros act est signé et assure la protection des chevaux sauvages.

## Description

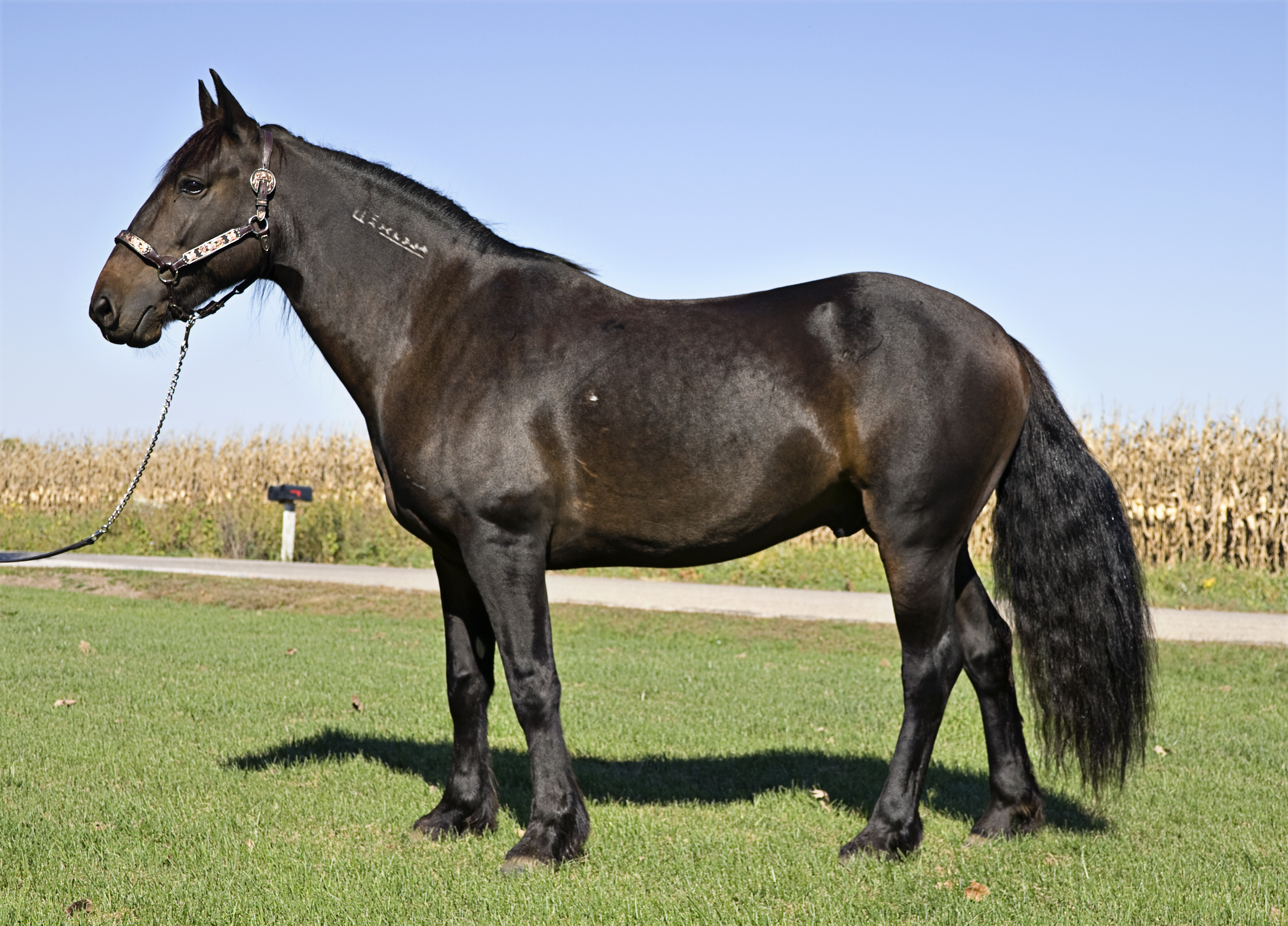
Étalon mustang adopté, au modèle.

Par ses origines, le mustang présente une très grande variété morphologique. Sa taille varie de 1,32 à 1,50 m au garrot selon les individus. C'est généralement un cheval de petite taille, trapu et vigoureux. Sa tête est assez grossière, son encolure souvent un peu creuse, le garrot fuyant, le dos fort, et la croupe basse et inclinée. Ses membres sont osseux et très résistants. Ses sabots sont très durs, ce qui rend inutile l'utilisation de fers. C'est un cheval rustique, agile et rapide. Très résistant par nature, il est extrêmement frugal. C'est également un cheval intelligent qui se dresse facilement. Une très grande variété de robes est observée mais le bai, le bai-brun, l'alezan et l'isabelle sont les robes les plus fréquentes.

## Vie sauvage

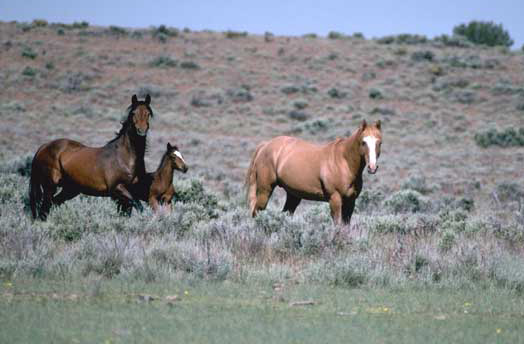
Une jument mustang et son poulain accompagnés par un étalon.

Les mustangs vivent en troupeaux familiaux. Ces troupeaux sont de taille variable. Chaque groupe est protégé par un seul étalon et comporte plusieurs juments, de une à douze environ, leurs poulains de l'année et les jeunes mâles et femelles des années précédentes. Lorsque les jeunes mâles atteignent leur maturité sexuelle, généralement vers trois ans, ils sont chassés du troupeau par l'étalon. Les jeunes femelles sont également chassées du troupeau lors de leurs premières chaleurs et rejoignent le troupeau d'un autre étalon. Ainsi les risques de consanguinité sont limités. Le troupeau est géré par une jument dominante, souvent la plus âgée et la plus expérimentée, qui choisit les déplacements du troupeau et aide l'étalon. L'étalon assure la sécurité du groupe tout en maintenant sa domination. Certains étalons peuvent également être accompagnés d'un subordonné, en position de dominé, qui n'est pas autorisé à saillir les juments mais qui peut aider à assurer la protection du troupeau. Les groupes de jeunes mâles ou d'étalons solitaires sont assez fréquents. Les groupes de juments ou les juments seules sont en revanche beaucoup plus rares.

## Impact sur l'environnement

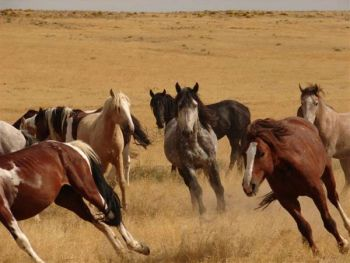
Mustangs à Saylor Creek.

Une controverse entoure la présence de troupeaux de chevaux sauvages, en particulier sur les terres publiques. Leurs partisans soutiennent que les mustangs font partie de l'héritage naturel de l'Ouest américain, dont l'histoire précède les pratiques modernes d'utilisation des sols, et qu’ainsi les animaux ont un droit inhérent d'habitation. De l’autre côté, les groupes adversaires restent fermement opposés à leur présence, soutenant que les animaux dégradent le pâturage et rivalisent avec le bétail et les espèces sauvages pour le fourrage.
Le débat sur le degré de rivalité existant entre les mustangs et le bétail pour le fourrage détient multiples facettes. Un groupe d'adversaires, principalement des propriétaires de ranchs de bétail et de moutons, ainsi que des personnes dépendant de l'industrie du bétail, soutient pour l’essentiel que les chevaux sauvages dégradent le pâturage et rivalisent avec le bétail privé pour le fourrage issu des territoires publics. La communauté d'écologistes est, quant à elle, divisée sur la place du mustang dans l'écosystème Nord-américain. Ce débat se concentre sur la classification potentielle des mustangs comme étant soit du simple bétail, soit comme une espèce natale, réintroduite en raison de la présence préhistorique de chevaux en Amérique du Nord, bien qu'il existe un écart de plusieurs milliers d'années entre leur extinction et leur réintroduction par les Européens.
Les chercheurs notent que la plupart des troupeaux de mustangs vivent dans des zones arides que le bétail ne peut pas entièrement utiliser en raison du manque de sources d'eau. Les chevaux sont mieux adaptés à l'évolution face à de tels climats ; ils peuvent s'éloigner des sources d'eau neuf fois plus loin que le bétail, parcourant près de 80 km par jour. Ceci leur permet d'utiliser des zones non fréquentées par le bétail. De plus, les chevaux digèrent les substances nutritives au moyen du cæcum plutôt que par un estomac multi-compartiments. D’un point de vue pratique, cela leur permet d’extraire plus d’éléments nutritifs d’une très petite quantité de nourriture. Les chevaux peuvent donc trouver une nutrition adéquate à partir d’une quantité moindre que celle nécessaire au bétail, survivant ainsi dans des zones où le bétail serait affamé.

## Gestion et protection
L'ouvrage Equine Science (4e édition de 2012) classe le Mustang parmi les races de chevaux de selle connues au niveau international.

### Aux États-Unis

Logo du Bureau de gestion du territoire.

Le Bureau de gestion du territoire est chargé de la protection, de la gestion et du contrôle des chevaux et des ânes sauvages sous l'autorité du Wild and free-roaming horses and burros act pour s'assurer que des troupeaux en bonne santé prospèrent sur des pâturages sains, mission à multiples usages tombé sous le coup du Federal Land Policy and Management Act de 1976. Conformément à la loi de 1971, tuer ou empoisonner des mustangs dans la nature est illégal et est passible de poursuite comme acte criminel.
Les mustangs adultes sains ont peu de prédateurs naturels mis à part les pumas, et dans une moindre mesure, les ours et les loups. Le puma est bien connu comme prédateur des chevaux sauvages, et la plupart des membres de l'espèce sont capables de chasser aussi bien les chevaux que les élans. Ce sont des prédateurs très efficaces qui tuent en sautant sur l’animal ou en le pourchassant à grande vitesse, pour saisir ensuite leur proie avec leurs griffes de devant et le mordre à l'encolure, à la trachée ou à la colonne vertébrale.
Dans les lieux où il existe un équilibre naturel de prédateurs et de proies, le nombre de mustangs a tendance à rester à l'équilibre. Cependant, dans de nombreuses zones, les prédateurs naturels ont été éliminés de l'écosystème. Sans une certaine forme de contrôle de la population, la taille des troupeaux de mustangs peut se multiplier rapidement, doublant tous les quatre ans. Pour maintenir l'équilibre de la population, ou pour certains faire de la place pour le bétail, l’un des rôles clés  du Bureau de Gestion du Territoire, conformément à la loi de 1971, est de déterminer le niveau de chevaux et d’ânes approprié, nommé Appropriate Management Level (AML), dans les zones de pâturage public qui leur sont spécifiquement dédiées.
Le contrôle de la population à travers l’AML est réalisé par un programme de capture. Des directives strictes existent quant aux techniques utilisées pour regrouper les mustangs. L’une de ces méthodes utilise un cheval apprivoisé, appelé « cheval de Judas », qui a été formé pour mener des chevaux sauvages dans un parc ou un corral. Une fois les mustangs conduits en troupeau dans une zone définie à proximité du parc, le cheval pilote est lâché. Son travail consiste à se rapprocher du chef du troupeau et à le mener ainsi que le troupeau dans une zone clôturée.
La plupart des chevaux capturés sont offerts à l'adoption aux individus ou aux groupes désireux et capables de fournir des soins humains et à long terme aux chevaux après le paiement des honoraires d'adoption s’élevant à un minimum de 125 dollars. Pour empêcher la vente ultérieure des mustangs comme viande de cheval, les mustangs adoptés sont toujours protégés conformément à la loi et ne peuvent être revendus la première année, sauf lorsque certains critères très spécifiques sont respectés. Depuis 2010, près de 225 000 mustangs ont été adoptés.
Comme le nombre de chevaux capturés est nettement supérieur aux nombre potentiel de propriétaires adoptifs, un certain nombre d'efforts a été fait pour réduire le nombre de chevaux dans les zones de détention. Il y a environ 34 000 mustangs dans ces zones et dans des pâturages de séjour à long terme. Le Bureau de gestion du territoire a publiquement considéré l'euthanasie comme une solution possible au surpeuplement. En janvier 2005, un amendement controversé a été attaché à un projet de loi de finances devant le Congrès des États-Unis par l'ancien sénateur Conrad Burns, surnommé « Burns rider » . Cet amendement a modifié le programme d'adoption pour permettre la vente — avec pour conséquence le plus souvent l’abattage — des chevaux capturés âgés de « plus de 10 ans », ou ayant été « offert[s] à l'adoption au moins trois fois ».

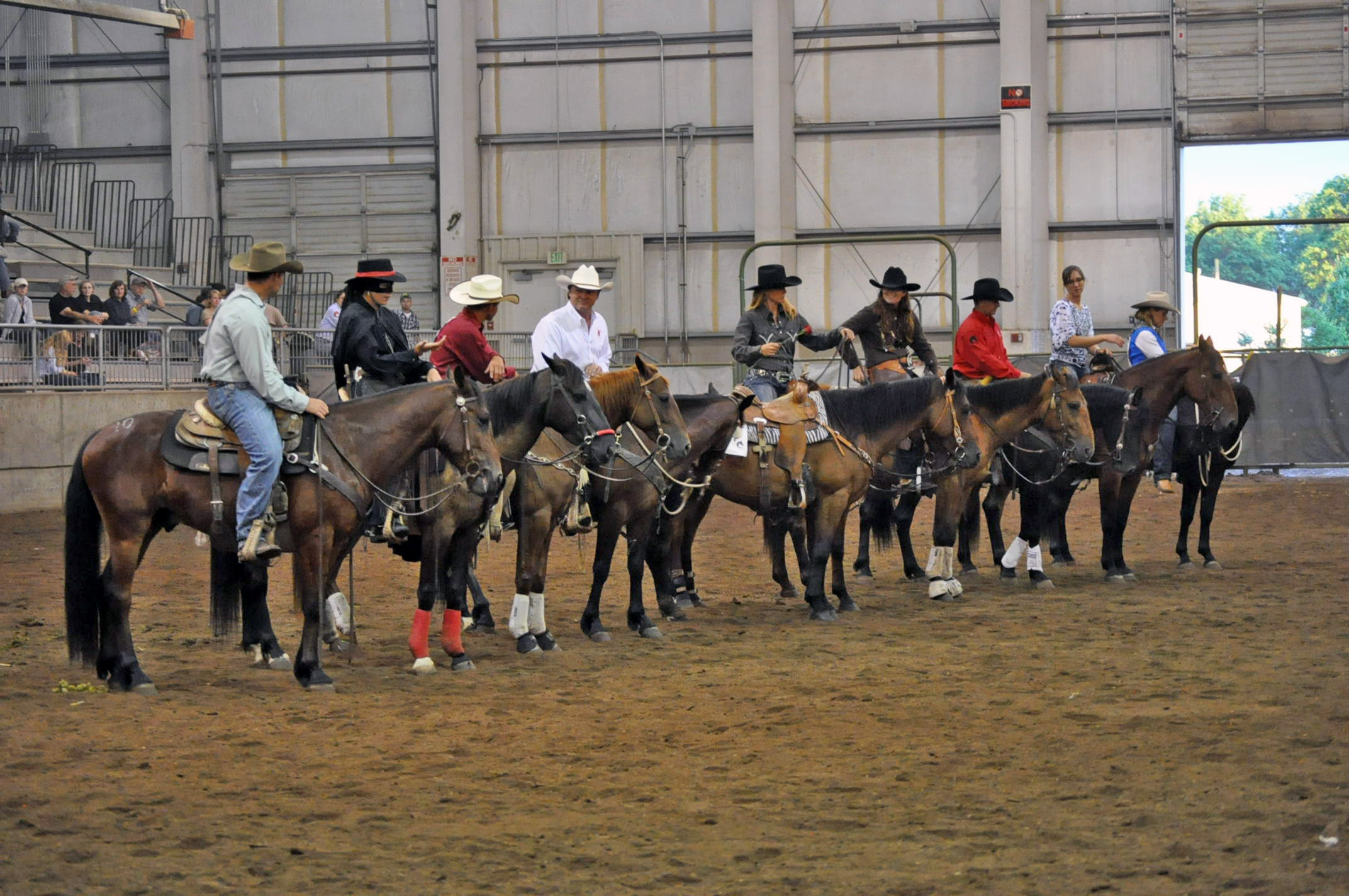
Extreme Mustang Makeover dans l'Oregon en 2012.

En 2009, le Secrétaire à l'Intérieur Ken Salazar a proposé la création de réserves fédérales de chevaux sauvages dans le Midwest, où des animaux non fertiles seraient conservés. Une autre approche au placement d'animaux en excès a été avancée par Madeleine Pickens, la femme du magnat du pétrole T. Boone Pickens, qui cherche à créer un sanctuaire privé dans le nord du Nevada.
Des efforts ont également été faits pour aider à la recherche de maisons d'adoption appropriées. Le Extreme Mustang Makeover, une compétition promotionnelle, en est un exemple. Le défi consiste à donner cent jours à des entraîneurs pour débourrer et entrainer cent mustangs, qui sont ensuite adoptés lors d’une vente aux enchères.
Les mustangs sont marqués à froid sur le côté gauche du cou par le Bureau de gestion du territoire, utilisant le International Alpha Angle System, un système d'angles et des symboles alpha qui ne peuvent pas être changés. Les marques commencent par un symbole indiquant l'organisme d'enregistrement, dans ce cas précis le gouvernement américain, puis deux chiffres superposés indiquant la date de naissance du cheval, puis le numéro d'immatriculation individuel. Les mustangs gardés dans des sanctuaires sont également marqués sur la hanche gauche avec quatre chiffres arabes d’un pouce de hauteur qui sont aussi les quatre derniers chiffres de la marque portée sur le cou.

### Au Canada
Contrairement aux États-Unis, les mustangs ne sont pas protégés au Canada. Leur présence est très limitée sur le territoire. Leurs conditions de vie sont souvent difficiles et sujettes aux conditions climatiques rigoureuses, à la présence de prédateurs, à la menace des feux de forêt et également à la présence de l'homme.

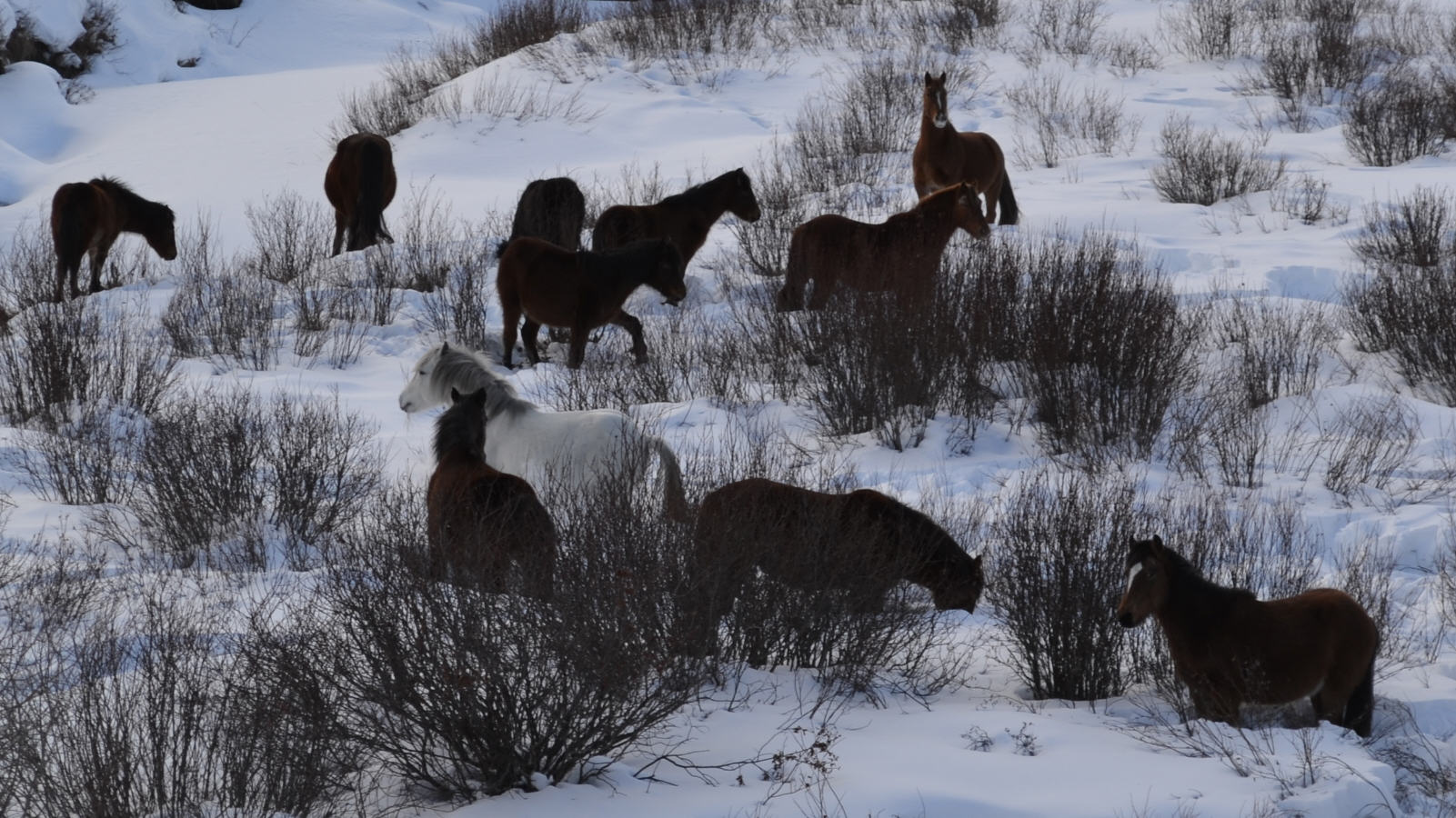
Chevaux sauvages dans l'Alberta.

Quatre troupeaux principaux ont été répertoriés : l'un sur l'île de Sable en Nouvelle-Écosse, deux dans la région de Chilcotin en Colombie-Britannique et le dernier dans l'aire sauvage de Siffleur dans la province de l'Alberta.
Les mesures de gestion et de protection des mustangs sont locales et varient donc d'une région à une autre en fonction des intérêts et des cultures. Les chevaux sauvages de la vallée de Nemaiah en Colombie-Britannique bénéficient du fort engagement des Premières nations Xeni Gwet'in pour la préservation de leur territoire et de leur patrimoine, les chevaux étant l'un de ses importants aspects. En 2002, le Xeni Gwet'in First Nations Government établit ainsi le Elegesi Qayus Wild Horse Preserve. Ils sont soutenus dans leur démarche par The Friends of the Nemiah Valley, un organisme communautaire de préservation, qui œuvre également au moyen de divers programmes à la protection des chevaux. La province de Colombie-Britannique refuse cependant toujours de reconnaître le droit aux chevaux sauvages de disposer du territoire, malgré les études récentes suggérant la présence de chevaux au Canada avant l'arrivée des européens.
Dans la Saskatchewan une loi existe depuis 2009 pour protéger les poneys sauvages de la forêt de Bronson. Quant à l'île de Sable, devenu parc national, elle abrite des chevaux sauvages protégés de toute influence humaine. Par contre en Alberta, il n'existe aucune mesure officielle de protection des chevaux sauvages.

### Croisements
Le Mustang entre en croisement avec l'Arabe pour donner l'Abstang, dont le registre accepte les chevaux de selle issus de ce croisement. Le croisement d'origine a été expérimenté dans l'Utah à partir des années 1990 par Michele Brown, qui a donné naissance à un cheval de selle dont les qualités l'impressionnent. Avec d’autres amateurs de Mustangs adoptés, elle fonde l'« International Abstang Registry », et une association du même nom pour conserver la connaissance de ce croisement et le faire connaître, en 1993. L'Abstang se présente comme un cheval de selle de modèle léger et de taille variable, pouvant présenter toutes les couleurs de robe. Le type varie beaucoup selon l'ascendance. Il toise cependant en moyenne 1,50 m à 1,55 m. L'Abstang est réputé courageux en endurant, doté d'un pied sûr. Il convient pour la course d'endurance et la randonnée équestre. Il existerait 1 500 de ces chevaux enregistrés par l'association aux États-Unis. Tous sont issus de croisements directs entre le Mustang et l'Arabe.

## Dans la culture
Dans la culture populaire, le mustang est rattaché aux Autochtones d'Amérique, aux cow-boys, aux territoires du grand Ouest américain et à l’univers du western. Il représente véritablement un symbole, ayant été domestiqué puis étant revenu à l’état sauvage, répudiant la civilisation, il offre une vision romantique. L’archétype de l’étalon sauvage, incapturable, est souvent utilisé. Obtenir sa soumission par la confiance ou par une lutte est l’apanage du héros. Dans la littérature, les mustangs ont inspiré Mary O'Hara pour écrire ses trois livres dont les chevaux principaux sont des mustangs ou ont du sang de mustang : Mon amie Flicka, Le Fils de Flicka et L'Herbe verte du Wyoming. Dans l'univers de la bande dessinée, « Petit Tonnerre » est un mustang ami du jeune Lakota Yakari, amitié qui inspira le long métrage d'animation Yakari : la Grande Aventure. Ces chevaux ont aussi inspiré le film d'animation Spirit, l'étalon des plaines.
Par référence à leur puissance, leur rapidité et leur indépendance, le nom « Mustang » est souvent utilisé aux États-Unis pour des produits de haute performance, comme l'automobile Ford Mustang ou l'avion de chasse P-51 Mustang, et des mascottes de sports.

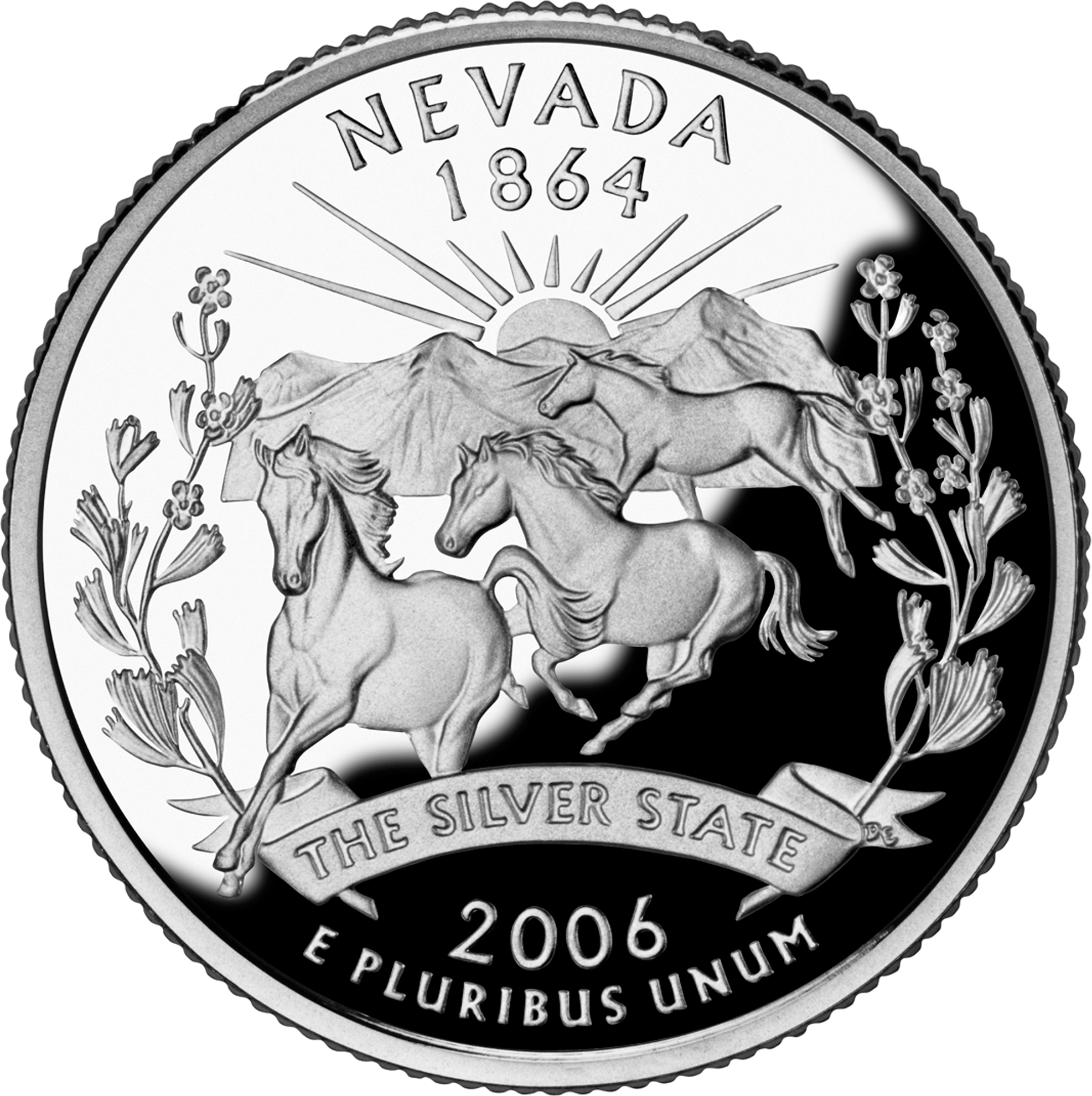
State Quarter du Nevada.
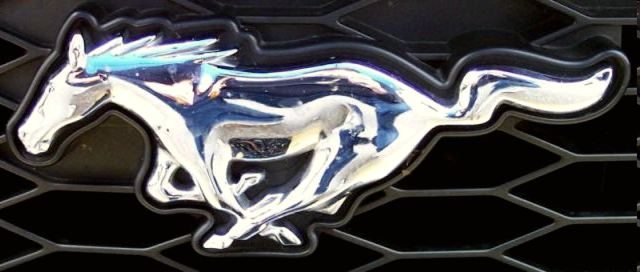
Logo de la Ford Mustang (2005).

#### Ouvrages spécialisés
- [Dines 2001] (en) Lisa Dines, The American Mustang Guidebook : History, Behavior, and State-By-State Directions on Where to Best View America's Wild Horses, Willow Creek Press, 2001, 150 p. (ISBN 1-57223-403-2 et 9781572234031, lire en ligne)
- [Stillman 2009] (en) Deanne Stillman, Mustang : The Saga of the Wild Horse in the American West, Houghton Mifflin Harcourt, 2009, 368 p. (ISBN 978-0-547-52613-3 et 0-547-52613-X, lire en ligne)
- [De Steiguer 2011] (en) J. Edward De Steiguer, Wild Horses of the West : History and Politics of America's Mustangs, University of Arizona Press, 2011, 249 p. (ISBN 978-0-8165-2826-4 et 0-8165-2826-8, lire en ligne)

#### Ouvrages généralistes
- [Ravazzi 2002] Gianni Ravazzi, « Mustang », dans L'encyclopédie des chevaux de race, Bergame, Italie, De Vecchi, 2002, 190 p. (ISBN 9782732825946), p. 163
- [Edwards 2005] Elwyn Hartley Edwards, « Mustang », dans L'œil nature - Chevaux, Nord Compo, Villeneuve-d'Ascq, Larousse, 2005, 255 p. (ISBN 9782035604088), p. 202
- [Collectif 2006] Collectif, « Mustang », dans Les races de chevaux et de poneys, Editions Artemis, 2006, 127 p. (ISBN 2844163386, lire en ligne), p. 52
- [Draper 2006] Judith Draper (trad. Sophie Smith, ill. Rodney Paull, photogr. Kit Houghton), « Le Mustang », dans Le grand guide du cheval : les races, les aptitudes, les soins, Romagnat, Éditions de Borée, 2006, 256 p. (ISBN 2844944205 et 9782844944207, OCLC 470405910, BNF 40173187, lire en ligne), p. 122-123
- [Fitzpatrick 2008] Andrea Fitzpatrick, « Mustang », dans Le Monde fascinant des chevaux, Paris, Nov'edit, 2008, 437 p. (ISBN 9782350332086), p. 202-203
- [Dutson 2012] (en) Judith Dutson, « Mustang », dans Storey's Illustrated Guide to 96 Horse Breeds of North America, Storey Publishing, 2012, 416 p. (lire en ligne), p. 185-188

#### Articles de presse
- [Mangum 2010] (en) A. J. Mangum, « The Mustang Dilemma », Western Horseman,‎ décembre 2010, p. 70-80